# Gonna Ball
Gonna Ball" es el segundo álbum de estudio de la banda americana de rockabilly Stray Cats , primero fue lanzado en el Reino Unido por Arista Registros en noviembre de 1981. El álbum estuvo producido por la banda y Hein Hoven.
Cinco de las pistas del álbum (Baby Blue Eyes", "Little Miss Prissy", "You Don't Believe Me", "Rev It Up and Go" and "Lonely Summer Nights") fueron incluidas más tarde en el primer álbum americano de la banda, Built for Speed   (1982).

## Listado de pista
Todas las canciones son escritas por Brian Setzer; excepto donde se indica. 
1. "Baby Blue Eyes" (Johnny Burnette, Paul Burlison)
2. "Little Miss Prissy"
3. "Wasn't That Good" (Wynonie Harris)
4. "Cryin' Shame"
5. "(She'll Stay Just) One More Day" (Jim Esbelto Phantom, Lee Rocker)
6. "What's Goin' Down (Cross That Bridge)"
7. "You Don't Believe Me" (Setzer, Lee Rocker)
8. "Gonna Ball" (Allen Bunn)
9. "Wicked Whisky"
10. "Rev It Up and Go"
11. "Lonely Summer Nights"
12. "Crazy Mixed-Up Kid"

## Personal
Stray Cats
- Brian Setzer - guitarra, voz
- Lee Rocker - bajos, voz
- Slim Jim Phantom  - batería, voz

Personal adicional
- John Locke - teclados
- Steve Poncar - saxófon
- Ian Stewart - teclados
- Brian McDonald - armónica
- Lee Allen - saxófon de tenor
- Gavin Cochrane - fotografía

## Gráficos
| Gráfico (1981)                               | Posición de cumbre |
| -------------------------------------------- | ------------------ |
| Australia (Informe de Música del Kent)       | 61                 |
| Reino Unido (Compañía de Gráficos Oficiales) | 48                 |